# Audre Lorde
Audre Lorde (New York City, 18. veljače 1934. – Saint Croix, 17. studenog 1992.) bila je karipsko-američka književnica, pjesnikinja, feministkinja i aktivistkinja.

### Poezija
- The First Cities (1968.)
- Cables to Rage (1970.)
- From a Land Where Other People Live (1973.)
- New York Head Shop and Museum (1974.)
- Coal (1976.)
- Between Our Selves (1976.)
- The Black Unicorn (1978.)
- Undersong: Chosen Poems Old and New (1982.)
- Our Dead Behind Us (1986.)
- Need: A Chorale for Black Woman Voices (1990.)
- The Marvelous Arithmetics of Distance (1993.)

### Proza
- Uses of the Erotic: The Erotic as Power (1978.)
- The Cancer Journals (1980.)
- Zami: A New Spelling of My Name, Mythobiography (1983.)
- Sister Outsider: Essays and Speeches (1984.)
- I Am Your Sister: Black Women Organizing Across Sexualities (1985.)
- A Burst of Light: Essays (1988.)

## Vanjske poveznice
- (engl.) Profil i poezija, Poetry Foundation
- (engl.) Profil i pjesme (u pisanom i audio obliku),  Academy of American Poets
- (engl.) "Voices From the Gaps: Audre Lorde"., University of Minnesota
- (engl.) Profil  Arhivirana inačica izvorne stranice od 16. prosinca 2008. (Wayback Machine), Modern American Poetry